# Атепцево
Ате́пцево — село в Наро-Фоминском муниципальном районе Московской области, административный центр сельского поселения Атепцевское.
Атепцево находится на удалении 55 км от МКАД. Село расположено на правом берегу реки Нары. Рядом с Атепцево находится хвойный лес.
До 2005 года село относилось к Атепцевскому сельскому округу.

## История
Первое упоминание о сельце Атепцево(Отепцево) относится ко времени царя Ивана Грозного, когда оно с сельцом Котово, деревнями и пустошами на реке Наре Суходольского стана Боровского уезда были подарены Пафнутьево-Боровскому монастырю их владельцем, дьяком Андреем Яковлевичем Щелкаловым. По «Дозору 1613 года»  монастырю принадлежит село Отепцево, а в нём древний храм Николая Чудотворца».
В 1811 году Атепцево — центр Атепцовской волости Боровского уезда.
В конце 1870  мещанин Боровского уезда Иван Ильич Алёшин строит в селе Атепцево на правом берегу реки Нары бумажную фабрику. Алёшину удалось организовать производство бумаги, а в памятной книге Калужской губернии за 1873—1874 годы остались записи о строительстве через Нару к фабрике Алёшина моста на сваях длиною 28 сажень и шириною 2,5 сажени. В 1879 году на фабрике было произведено обёрточной бумаги 200 стоп по 50 копеек за каждую, на сумму 100 рублей. Работало на ней в то время всего четыре человека.
После смерти Алёшина владельцем фабрики стал Андрей Иванович Чижов. Уже при нём она начала расширяться. Были приобретены два паровых котла, а количество рабочих увеличилось до двенадцати человек. Вместе с фабрикой рос и посёлок, строились дома. Стараниями Чижова и фабриканта Якунчикова была построена новая каменная Никольская церковь, разрушенная впоследствии при советской власти в 30-е годы XX столетия.В 1902 году фабрика Чижова произвела более 10 000 кубов (184 тонны) обёрточной бумаги, а в 1915 году 20 000 тонн.
Но в 1917 году страну тряхнула революция, началась Гражданская война. Чижов вместе с семьёй ещё до этих социальных перемен покинул свою фабрику. А на ней с этого времени началась совершенно новая жизнь. Именно так — «Новая жизнь» — стала называться писчебумажная фабрика в Атепцево в 20-е годы XX века. Но это уже другая часть из истории села Атепцево и расположенного в нём завода.
История села связана с историей Великой Отечественной войны, а именно с Битвой за Москву. Через село проходила линия обороны 110-й стрелковой дивизии . Оборона продолжалась 2,5 месяца, и на этом участке она не была прорвана.
Сама полоса обороны здесь проходила по реке Наре от деревень Горчухино, Атепцево и Слизнево до деревни Чичково.

## Население
| 2002 | 2006  | 2010  | 2021  |
| ---- | ----- | ----- | ----- |
| 3452 | ↘3326 | ↘3259 | ↗3628 |

Население по данным 2006 года — 3326 человек, женское население по численности немного преобладает над мужским.

## Достопримечательности
В селе установлены памятники на братских могилах. У центральной площади установлен мартиролог погибшим односельчанам во время Великой Отечественной войны. У въезда в село с южной стороны установлен обелиск в память обороны Атепцево.

## Спорт
В селе находится физкультурно-оздоровительный комплекс «Зодиак», а также его филиалы: тренажёрный зал и футбольный стадион.

## Экономика
- Завод электроизоляционных приборов Элинар.
- птицефабрика.

## Связь
Услуги телефонной связи и доступ в Интернет предоставляют операторы Ростелеком, Кредо-Телеком, Наука и связь, iFlat.

## Транспорт

### Железнодорожный транспорт
Ближайшая железнодорожная станция к селу — станция Нара Киевского направления Московско-Смоленского отделения Московской железной дороги, расположенная в городе Наро-Фоминск.

### Автобусный транспорт
В селе останавливаются следующие автобусные маршруты:
| Номер маршрута | Пункт(ы) отбытия                                                   | Остановка «Атепцево» | Остановка «Элинар» | Пункт(ы) прибытия                      |
| -------------- | ------------------------------------------------------------------ | -------------------- | ------------------ | -------------------------------------- |
| № 24           | ст. Нара (г. Наро-Фоминск)                                         | Да                   | Нет                | c. Каменское / д. Клово / д. Новосёлки |
| № 25           | Микрорайон Мальково (г. Наро-Фоминск) / ст. Нара (г. Наро-Фоминск) | Да                   | Да                 | ЗАТО Молодёжный / с. Атепцево          |